# Tebennotoma occipitalis
Tebennotoma occipitalis är en stekelart som först beskrevs av Sergey A. Belokobylskij 1989.  Tebennotoma occipitalis ingår i släktet Tebennotoma och familjen bracksteklar. Inga underarter finns listade i Catalogue of Life.